# 1421
Portal Geschichte | Portal Biografien | Aktuelle Ereignisse | Jahreskalender | Tagesartikel

◄ |
14. Jahrhundert |
15. Jahrhundert
| 16. Jahrhundert | ►

◄ |
1390er |
1400er |
1410er |
1420er
| 1430er | 1440er | 1450er | ►

◄◄ |
◄ |
1417 |
1418 |
1419 |
1420 |
1421
| 1422 | 1423 | 1424 | 1425 | ► | ►►
Staatsoberhäupter  · Nekrolog
| Januar | Januar | Januar | Januar | Januar | Januar | Januar | Januar |
| Kw     | Mo     | Di     | Mi     | Do     | Fr     | Sa     | So     |
| 1      |        |        | 1      | 2      | 3      | 4      | 5      |
| 2      | 6      | 7      | 8      | 9      | 10     | 11     | 12     |
| 3      | 13     | 14     | 15     | 16     | 17     | 18     | 19     |
| 4      | 20     | 21     | 22     | 23     | 24     | 25     | 26     |
| 5      | 27     | 28     | 29     | 30     | 31     |        |        |
| ------ | ------ | ------ | ------ | ------ | ------ | ------ | ------ |

| Februar | Februar | Februar | Februar | Februar | Februar | Februar | Februar |
| Kw      | Mo      | Di      | Mi      | Do      | Fr      | Sa      | So      |
| 5       |         |         |         |         |         | 1       | 2       |
| 6       | 3       | 4       | 5       | 6       | 7       | 8       | 9       |
| 7       | 10      | 11      | 12      | 13      | 14      | 15      | 16      |
| 8       | 17      | 18      | 19      | 20      | 21      | 22      | 23      |
| 9       | 24      | 25      | 26      | 27      | 28      |         |         |
| ------- | ------- | ------- | ------- | ------- | ------- | ------- | ------- |

| März | März | März | März | März | März | März | März |
| Kw   | Mo   | Di   | Mi   | Do   | Fr   | Sa   | So   |
| 9    |      |      |      |      |      | 1    | 2    |
| 10   | 3    | 4    | 5    | 6    | 7    | 8    | 9    |
| 11   | 10   | 11   | 12   | 13   | 14   | 15   | 16   |
| 12   | 17   | 18   | 19   | 20   | 21   | 22   | 23   |
| 13   | 24   | 25   | 26   | 27   | 28   | 29   | 30   |
| 14   | 31   |      |      |      |      |      |      |
| ---- | ---- | ---- | ---- | ---- | ---- | ---- | ---- |

| April | April | April | April | April | April | April | April |
| Kw    | Mo    | Di    | Mi    | Do    | Fr    | Sa    | So    |
| 14    |       | 1     | 2     | 3     | 4     | 5     | 6     |
| 15    | 7     | 8     | 9     | 10    | 11    | 12    | 13    |
| 16    | 14    | 15    | 16    | 17    | 18    | 19    | 20    |
| 17    | 21    | 22    | 23    | 24    | 25    | 26    | 27    |
| 18    | 28    | 29    | 30    |       |       |       |       |
| ----- | ----- | ----- | ----- | ----- | ----- | ----- | ----- |

| Mai | Mai | Mai | Mai | Mai | Mai | Mai | Mai |
| Kw  | Mo  | Di  | Mi  | Do  | Fr  | Sa  | So  |
| 18  |     |     |     | 1   | 2   | 3   | 4   |
| 19  | 5   | 6   | 7   | 8   | 9   | 10  | 11  |
| 20  | 12  | 13  | 14  | 15  | 16  | 17  | 18  |
| 21  | 19  | 20  | 21  | 22  | 23  | 24  | 25  |
| 22  | 26  | 27  | 28  | 29  | 30  | 31  |     |
| --- | --- | --- | --- | --- | --- | --- | --- |

| Juni | Juni | Juni | Juni | Juni | Juni | Juni | Juni |
| Kw   | Mo   | Di   | Mi   | Do   | Fr   | Sa   | So   |
| 22   |      |      |      |      |      |      | 1    |
| 23   | 2    | 3    | 4    | 5    | 6    | 7    | 8    |
| 24   | 9    | 10   | 11   | 12   | 13   | 14   | 15   |
| 25   | 16   | 17   | 18   | 19   | 20   | 21   | 22   |
| 26   | 23   | 24   | 25   | 26   | 27   | 28   | 29   |
| 27   | 30   |      |      |      |      |      |      |
| ---- | ---- | ---- | ---- | ---- | ---- | ---- | ---- |

| Juli | Juli | Juli | Juli | Juli | Juli | Juli | Juli |
| Kw   | Mo   | Di   | Mi   | Do   | Fr   | Sa   | So   |
| 27   |      | 1    | 2    | 3    | 4    | 5    | 6    |
| 28   | 7    | 8    | 9    | 10   | 11   | 12   | 13   |
| 29   | 14   | 15   | 16   | 17   | 18   | 19   | 20   |
| 30   | 21   | 22   | 23   | 24   | 25   | 26   | 27   |
| 31   | 28   | 29   | 30   | 31   |      |      |      |
| ---- | ---- | ---- | ---- | ---- | ---- | ---- | ---- |

| August | August | August | August | August | August | August | August |
| Kw     | Mo     | Di     | Mi     | Do     | Fr     | Sa     | So     |
| 31     |        |        |        |        | 1      | 2      | 3      |
| 32     | 4      | 5      | 6      | 7      | 8      | 9      | 10     |
| 33     | 11     | 12     | 13     | 14     | 15     | 16     | 17     |
| 34     | 18     | 19     | 20     | 21     | 22     | 23     | 24     |
| 35     | 25     | 26     | 27     | 28     | 29     | 30     | 31     |
| ------ | ------ | ------ | ------ | ------ | ------ | ------ | ------ |

| September | September | September | September | September | September | September | September |
| Kw        | Mo        | Di        | Mi        | Do        | Fr        | Sa        | So        |
| 36        | 1         | 2         | 3         | 4         | 5         | 6         | 7         |
| 37        | 8         | 9         | 10        | 11        | 12        | 13        | 14        |
| 38        | 15        | 16        | 17        | 18        | 19        | 20        | 21        |
| 39        | 22        | 23        | 24        | 25        | 26        | 27        | 28        |
| 40        | 29        | 30        |           |           |           |           |           |
| --------- | --------- | --------- | --------- | --------- | --------- | --------- | --------- |

| Oktober | Oktober | Oktober | Oktober | Oktober | Oktober | Oktober | Oktober |
| Kw      | Mo      | Di      | Mi      | Do      | Fr      | Sa      | So      |
| 40      |         |         | 1       | 2       | 3       | 4       | 5       |
| 41      | 6       | 7       | 8       | 9       | 10      | 11      | 12      |
| 42      | 13      | 14      | 15      | 16      | 17      | 18      | 19      |
| 43      | 20      | 21      | 22      | 23      | 24      | 25      | 26      |
| 44      | 27      | 28      | 29      | 30      | 31      |         |         |
| ------- | ------- | ------- | ------- | ------- | ------- | ------- | ------- |

| November | November | November | November | November | November | November | November |
| Kw       | Mo       | Di       | Mi       | Do       | Fr       | Sa       | So       |
| 44       |          |          |          |          |          | 1        | 2        |
| 45       | 3        | 4        | 5        | 6        | 7        | 8        | 9        |
| 46       | 10       | 11       | 12       | 13       | 14       | 15       | 16       |
| 47       | 17       | 18       | 19       | 20       | 21       | 22       | 23       |
| 48       | 24       | 25       | 26       | 27       | 28       | 29       | 30       |
| -------- | -------- | -------- | -------- | -------- | -------- | -------- | -------- |

| Dezember | Dezember | Dezember | Dezember | Dezember | Dezember | Dezember | Dezember |
| Kw       | Mo       | Di       | Mi       | Do       | Fr       | Sa       | So       |
| 49       | 1        | 2        | 3        | 4        | 5        | 6        | 7        |
| 50       | 8        | 9        | 10       | 11       | 12       | 13       | 14       |
| 51       | 15       | 16       | 17       | 18       | 19       | 20       | 21       |
| 52       | 22       | 23       | 24       | 25       | 26       | 27       | 28       |
| 1        | 29       | 30       | 31       |          |          |          |          |
| -------- | -------- | -------- | -------- | -------- | -------- | -------- | -------- |

| Januar | Januar | Januar | Januar | Januar | Januar | Januar | Januar |
| Kw     | Mo     | Di     | Mi     | Do     | Fr     | Sa     | So     |
| 1      |        |        | 1      | 2      | 3      | 4      | 5      |
| 2      | 6      | 7      | 8      | 9      | 10     | 11     | 12     |
| 3      | 13     | 14     | 15     | 16     | 17     | 18     | 19     |
| 4      | 20     | 21     | 22     | 23     | 24     | 25     | 26     |
| 5      | 27     | 28     | 29     | 30     | 31     |        |        |
| ------ | ------ | ------ | ------ | ------ | ------ | ------ | ------ |

| Februar | Februar | Februar | Februar | Februar | Februar | Februar | Februar |
| Kw      | Mo      | Di      | Mi      | Do      | Fr      | Sa      | So      |
| 5       |         |         |         |         |         | 1       | 2       |
| 6       | 3       | 4       | 5       | 6       | 7       | 8       | 9       |
| 7       | 10      | 11      | 12      | 13      | 14      | 15      | 16      |
| 8       | 17      | 18      | 19      | 20      | 21      | 22      | 23      |
| 9       | 24      | 25      | 26      | 27      | 28      |         |         |
| ------- | ------- | ------- | ------- | ------- | ------- | ------- | ------- |

| März | März | März | März | März | März | März | März |
| Kw   | Mo   | Di   | Mi   | Do   | Fr   | Sa   | So   |
| 9    |      |      |      |      |      | 1    | 2    |
| 10   | 3    | 4    | 5    | 6    | 7    | 8    | 9    |
| 11   | 10   | 11   | 12   | 13   | 14   | 15   | 16   |
| 12   | 17   | 18   | 19   | 20   | 21   | 22   | 23   |
| 13   | 24   | 25   | 26   | 27   | 28   | 29   | 30   |
| 14   | 31   |      |      |      |      |      |      |
| ---- | ---- | ---- | ---- | ---- | ---- | ---- | ---- |

| April | April | April | April | April | April | April | April |
| Kw    | Mo    | Di    | Mi    | Do    | Fr    | Sa    | So    |
| 14    |       | 1     | 2     | 3     | 4     | 5     | 6     |
| 15    | 7     | 8     | 9     | 10    | 11    | 12    | 13    |
| 16    | 14    | 15    | 16    | 17    | 18    | 19    | 20    |
| 17    | 21    | 22    | 23    | 24    | 25    | 26    | 27    |
| 18    | 28    | 29    | 30    |       |       |       |       |
| ----- | ----- | ----- | ----- | ----- | ----- | ----- | ----- |

| Mai | Mai | Mai | Mai | Mai | Mai | Mai | Mai |
| Kw  | Mo  | Di  | Mi  | Do  | Fr  | Sa  | So  |
| 18  |     |     |     | 1   | 2   | 3   | 4   |
| 19  | 5   | 6   | 7   | 8   | 9   | 10  | 11  |
| 20  | 12  | 13  | 14  | 15  | 16  | 17  | 18  |
| 21  | 19  | 20  | 21  | 22  | 23  | 24  | 25  |
| 22  | 26  | 27  | 28  | 29  | 30  | 31  |     |
| --- | --- | --- | --- | --- | --- | --- | --- |

| Juni | Juni | Juni | Juni | Juni | Juni | Juni | Juni |
| Kw   | Mo   | Di   | Mi   | Do   | Fr   | Sa   | So   |
| 22   |      |      |      |      |      |      | 1    |
| 23   | 2    | 3    | 4    | 5    | 6    | 7    | 8    |
| 24   | 9    | 10   | 11   | 12   | 13   | 14   | 15   |
| 25   | 16   | 17   | 18   | 19   | 20   | 21   | 22   |
| 26   | 23   | 24   | 25   | 26   | 27   | 28   | 29   |
| 27   | 30   |      |      |      |      |      |      |
| ---- | ---- | ---- | ---- | ---- | ---- | ---- | ---- |

| Juli | Juli | Juli | Juli | Juli | Juli | Juli | Juli |
| Kw   | Mo   | Di   | Mi   | Do   | Fr   | Sa   | So   |
| 27   |      | 1    | 2    | 3    | 4    | 5    | 6    |
| 28   | 7    | 8    | 9    | 10   | 11   | 12   | 13   |
| 29   | 14   | 15   | 16   | 17   | 18   | 19   | 20   |
| 30   | 21   | 22   | 23   | 24   | 25   | 26   | 27   |
| 31   | 28   | 29   | 30   | 31   |      |      |      |
| ---- | ---- | ---- | ---- | ---- | ---- | ---- | ---- |

| August | August | August | August | August | August | August | August |
| Kw     | Mo     | Di     | Mi     | Do     | Fr     | Sa     | So     |
| 31     |        |        |        |        | 1      | 2      | 3      |
| 32     | 4      | 5      | 6      | 7      | 8      | 9      | 10     |
| 33     | 11     | 12     | 13     | 14     | 15     | 16     | 17     |
| 34     | 18     | 19     | 20     | 21     | 22     | 23     | 24     |
| 35     | 25     | 26     | 27     | 28     | 29     | 30     | 31     |
| ------ | ------ | ------ | ------ | ------ | ------ | ------ | ------ |

| September | September | September | September | September | September | September | September |
| Kw        | Mo        | Di        | Mi        | Do        | Fr        | Sa        | So        |
| 36        | 1         | 2         | 3         | 4         | 5         | 6         | 7         |
| 37        | 8         | 9         | 10        | 11        | 12        | 13        | 14        |
| 38        | 15        | 16        | 17        | 18        | 19        | 20        | 21        |
| 39        | 22        | 23        | 24        | 25        | 26        | 27        | 28        |
| 40        | 29        | 30        |           |           |           |           |           |
| --------- | --------- | --------- | --------- | --------- | --------- | --------- | --------- |

| Oktober | Oktober | Oktober | Oktober | Oktober | Oktober | Oktober | Oktober |
| Kw      | Mo      | Di      | Mi      | Do      | Fr      | Sa      | So      |
| 40      |         |         | 1       | 2       | 3       | 4       | 5       |
| 41      | 6       | 7       | 8       | 9       | 10      | 11      | 12      |
| 42      | 13      | 14      | 15      | 16      | 17      | 18      | 19      |
| 43      | 20      | 21      | 22      | 23      | 24      | 25      | 26      |
| 44      | 27      | 28      | 29      | 30      | 31      |         |         |
| ------- | ------- | ------- | ------- | ------- | ------- | ------- | ------- |

| November | November | November | November | November | November | November | November |
| Kw       | Mo       | Di       | Mi       | Do       | Fr       | Sa       | So       |
| 44       |          |          |          |          |          | 1        | 2        |
| 45       | 3        | 4        | 5        | 6        | 7        | 8        | 9        |
| 46       | 10       | 11       | 12       | 13       | 14       | 15       | 16       |
| 47       | 17       | 18       | 19       | 20       | 21       | 22       | 23       |
| 48       | 24       | 25       | 26       | 27       | 28       | 29       | 30       |
| -------- | -------- | -------- | -------- | -------- | -------- | -------- | -------- |

| Dezember | Dezember | Dezember | Dezember | Dezember | Dezember | Dezember | Dezember |
| Kw       | Mo       | Di       | Mi       | Do       | Fr       | Sa       | So       |
| 49       | 1        | 2        | 3        | 4        | 5        | 6        | 7        |
| 50       | 8        | 9        | 10       | 11       | 12       | 13       | 14       |
| 51       | 15       | 16       | 17       | 18       | 19       | 20       | 21       |
| 52       | 22       | 23       | 24       | 25       | 26       | 27       | 28       |
| 1        | 29       | 30       | 31       |          |          |          |          |
| -------- | -------- | -------- | -------- | -------- | -------- | -------- | -------- |

## Ereignisse

### Politik und Weltgeschehen

#### Hundertjähriger Krieg
- Der englische König Henry V. macht sich nach dreieinhalbjähriger Abwesenheit auf Bitten des englischen Parlaments mit seiner Gattin Catherine de Valois auf den Weg nach England. Mitte Januar bricht das Paar von Rouen aus auf und erreicht durch Amiens ziehend die Küstenstadt Calais, um überzusetzen und am 1. Februar in Dover an Land zu gehen. Am 21. Februar erreichen Henry und Catherine London, wo sie mit großem Pomp empfangen werden. Am 23. Februar wird Catherine in der Westminster Abbey gekrönt. Danach beschließt Heinrich V., mit seiner Gattin bis in den Norden Englands zu reisen, um sie seinen Untertanen vorzustellen und um neue Gelder und Truppen für weitere Kriege gegen Frankreich aufzutreiben.

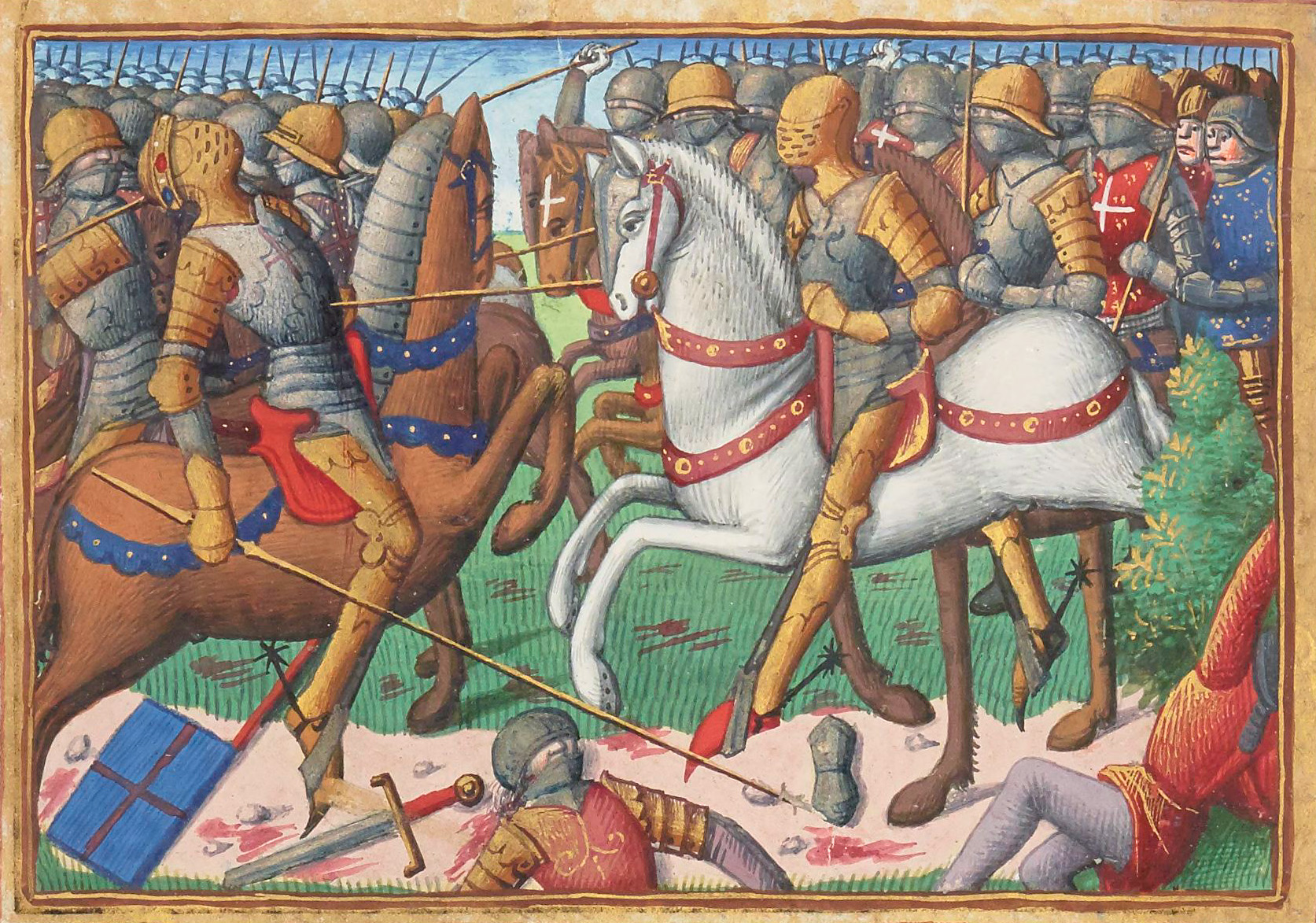
Darstellung der Schlacht von Baugé als Buchmalerei aus dem Vigiles du roi Charles VII von Martial d’Auvergne

- 22. März: In der Schlacht von Baugé im Hundertjährigen Krieg zwischen England und Frankreich erleiden die englischen Truppen unter Thomas of Lancaster, 1. Herzog von Clarence, dem Bruder des englischen Königs, eine schwere Niederlage gegen alliierte französisch-schottische Truppen unter dem Befehl von John Stewart, 3. Earl of Buchan. Der Herzog selbst wird dabei getötet.
- Am Ostersonntag, dem 23. März, beginnt der Rest der englischen Armee ihren Rückzug in Richtung La Flèche. Damit gelingt es dem neuen Befehlshaber Thomas Montagu, 4. Earl of Salisbury, die gegnerische Armee, die seine Rückzugslinien bedroht, zu umgehen. Die Armee überquert mithilfe einer behelfsmäßigen Brücke den Loir und erreichte das sichere Le Mans.
- Juni: König Heinrich V. von England setzt nach Frankreich über und macht sich gleich nach der Landung auf den Weg, um Thomas Beaufort, 1. Duke of Exeter, in Paris zu entsetzen. Dieser wird von mehreren französischen Streitkräften bedroht, die in Dreux, Meaux und Joigny stationiert sind. Der König erobert Dreux nach kurzer Belagerung und wendet sich dann nach Süden. Er eroberte Vendôme und Beaugency, bevor er auf Orléans marschiert. Da er aber nicht über ausreichend Nachschubgüter verfügt, um eine solch große und gut befestigte Stadt zu belagern, wendet er sich bereits nach drei Tagen Richtung Norden und erobert zunächst Villeneuve-le-Roi, um dann nach Meaux zu marschieren.
- Oktober: Heinrich V. beginnt mit der Belagerung von Meaux. Im Lager der Engländer brechen allerdings bald Seuchen aus.
- 6. Dezember: Catherine de Valois bringt in Windsor Castle den Thronfolger Henry (VI.) zur Welt.

#### Heiliges Römisches Reich
- 12. März: In Österreich kommt es auf Befehl von Herzog Albrecht V. zur Wiener Gesera, der planmäßigen Vernichtung der jüdischen Gemeinden und zur Verbrennung von mehr als 200 Juden bei Wien. Das jüdische Leben im Herzogtum Österreich wird damit weitgehend vernichtet.
- 23. April: Johann III. aus dem Haus Dampierre,  der keine Erben hat, verkauft das Erbrecht an der Grafschaft Namur an Philipp den Guten, Herzog von Burgund.
- 5. August: Während der Hussitenkriege bezwingt in der Schlacht bei Brüx ein kaiserlich-katholisches Entsatzheer unter Befehl Friedrich von Meißens radikale Hussiten unter dem Kommando von Jan Želivský.

#### Balkan
- Balša III., der kinderlos stirbt, überträgt kurz vor seinem Tod sein Fürstentum Montenegro an den serbischen Despoten Stefan Lazarević. Damit endet die Herrschaft der Balšić in Montenegro.

#### Osmanisches Reich
- 26. Mai: Mehmed I., Sultan des Osmanischen Reiches, stirbt im Alter von 32 Jahren in Adrianopel vermutlich bei einem Reitunfall. Bis zur Ankunft seines Sohnes Murad II. wird sein Tod verheimlicht, um einen Bruderkrieg zu verhindern.

#### Kaiserreich China

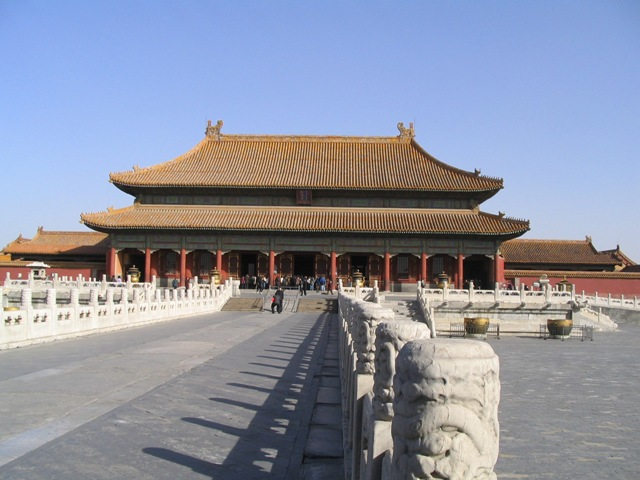
Palast der himmlischen Klarheit in der Verbotenen Stadt

- 2. Februar: Der chinesische Kaiser Zhu Di weiht die Verbotene Stadt von Peking als Herrschaftszentrum ein.
- Die Flotte des chinesischen Drei-Juwelen-Eunuchen und Admirals Zheng He sticht im Auftrag von Kaiser Yongle erneut in See, durchquert den Indischen Ozean und landet an den Küsten des Perserreiches und Ostafrikas in diplomatischer Mission.

#### Urkundliche Ersterwähnungen
- Braunwald wird erstmals urkundlich erwähnt.

### Religion
- Nikolaus von Oldenburg-Delmenhorst wird Erzbischof von Bremen.
- Der Erntealtar in der Verbotenen Stadt in Peking wird errichtet.

### Katastrophen

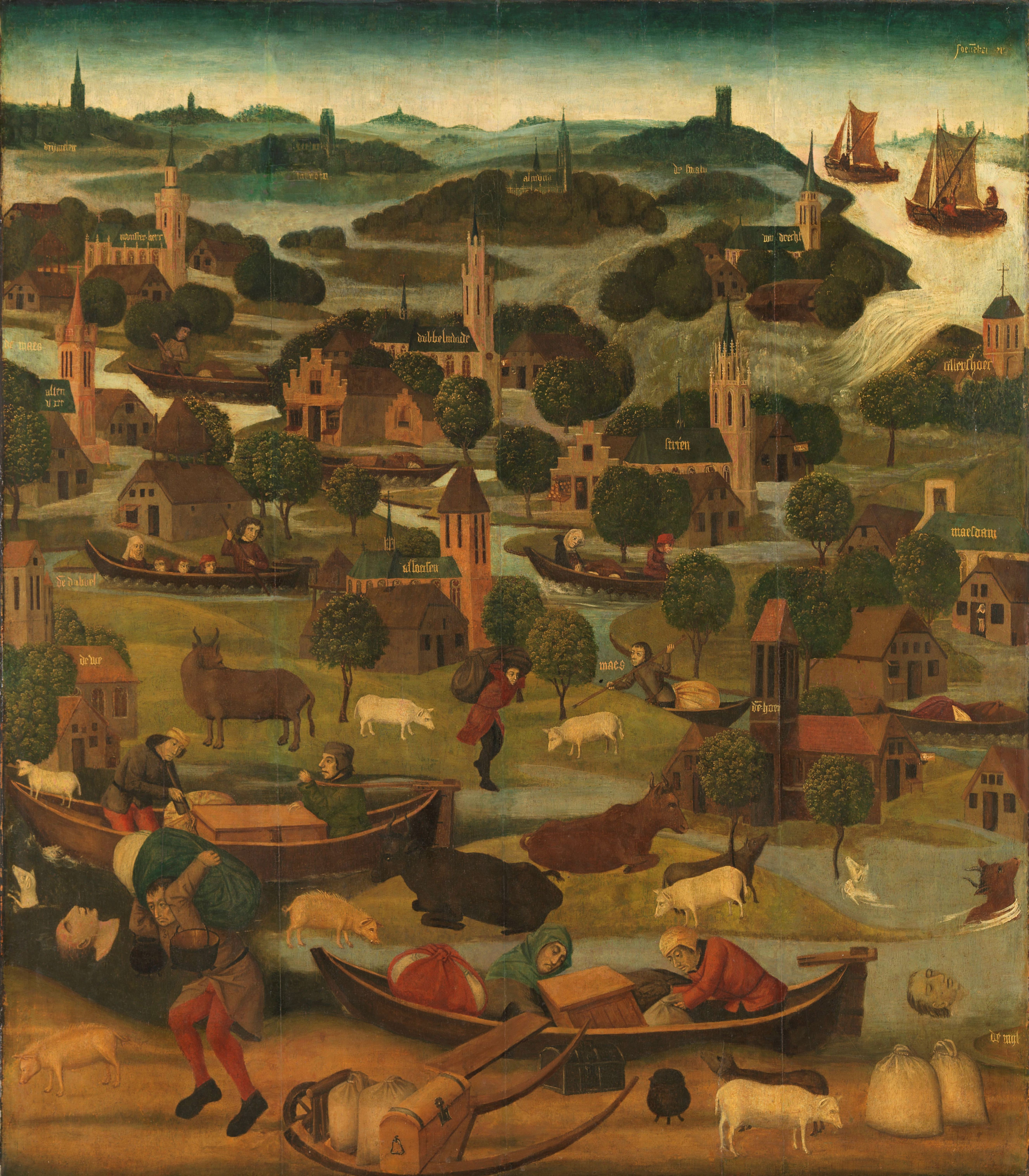
Die Elisabethenflut 1421 auf einem Gemälde von ca. 1490–1495

- 18. November: Eine Elisabethenflut genannte schwere Sturmflut an der Nordsee sucht vorwiegend Ostengland und die Niederlande heim. Sie kostet etwa 10.000 Tote und verändert die Mündungsgebiete von Maas, Schelde und Rhein.

## Geboren

### Geburtsdatum gesichert
- 29. Mai: Karl, Fürst von Viana, Thronprätendent von Aragón und Navarra († 1461)
- 10. Oktober: John Paston, englischer Jurist und Landbesitzer († 1466)
- 06. Dezember: Heinrich VI., König von England aus dem Hause Lancaster († 1471)

### Genaues Geburtsdatum unbekannt
- Anton Bastard von Burgund, Graf von La Roche († 1504)
- Bartolomeo Platina, italienischer Humanist und Bibliothekar († 1481)
- Andreas Ritzos, griechischer Ikonenmaler († 1492)
- Bernhard von Rohr, Erzbischof von Salzburg († 1487)
- Iio Sōgi, japanischer Dichter († 1502)

### Geboren um 1421
- Jean de La Balue, französischer Kardinal und Minister († 1491)
- Vespasiano da Bisticci, florentinischer Buchhändler und Verleger († 1498)

## Gestorben

### Erstes Halbjahr
- 12. oder 13. Februar: Nanni di Banco, italienischer Bildhauer (* um 1373)
- 03. März: Johann I., Herzog von Oppeln, Bischof von Posen, Leslau, Cammin und Kulm (* um 1360/64)
- 14. März: Edward Charlton, englischer Marcher Lord (* um 1370)
- 22. März: John Grey, englischer Adeliger, Militär und Diplomat (* zwischen 1384 und 1391)
- 22. März: Thomas of Lancaster, englischer Adliger, 1. Herzog von Clarence, Prinz des englischen Königshauses (* 1388)
- 28. März: Thomas de Camoys, englischer Adeliger
- 05. April: Balthasar, deutscher Adeliger, Herr zu Werle-Güstrow, Fürst zu Wenden (* um 1375)
- 25. April: Weiprecht II. von Helmstatt, deutscher Reichsritter, Rat und Vogt im Oberamt Bretten (* 1369)
- nach dem 5. Mai: Wolfhard von Ehrenfels, Bischof von Lavant
- 19. Mai: Albrecht von Wertheim, Fürstbischof des Hochstiftes Bamberg
- 26. Mai: Mehmed I., Sultan des Osmanischen Reiches (* 1389)

Philibert de Naillac

- 000Juni: Philibert de Naillac, französischer Adliger, Großmeister des Johanniterordens

### Zweites Halbjahr
- 10. Juli: Albert III. von Stauffenberg, Bischof von Regensburg, Fürstbischof des Hochstiftes Regensburg
- 27. Juli: Stephan von Dolein, tschechischer Theologe (* um 1350)
- 14./16. August: Peter Zmrzlík von Schweißing, böhmischer Adeliger, Mitglied des Königsrats und Münzmeister
- 21. August: Martin Húska, tschechischer Prediger und radikaler Kirchenreformator
- 14. September: Reyner von Calven, Ratsherr der Hansestadt Lübeck (* um 1350)
- 22. September: Ulrich V. von Neuhaus, böhmischer Adliger, höchster Münzmeister von Böhmen
- 000Oktober: Angelo Tartaglia, italienischer Condottiere (* 1370)
- 17. November: Gobelin Person, deutscher Historiker und Kirchenreformer (* 1358)
- 13. Dezember: Hermann von Cilli, Bischof von Freising (* 1383)
- 20. Dezember: Johannes II. von Schlamstorf, Erzbischof von Bremen

### Genaues Todesdatum unbekannt
- al-Mu'aiyad Schaich, Sultan der Mamluken in Ägypten (* 1369)
- Pons de Langeac, französischer Geistlicher (* 1339)
- Jean II. Le Maingre, französischer Ritter, Marschall von Frankreich (* 1366)
- Johannes de Pustimir, tschechischer Gelehrter
- Balša III. Stracimirović, serbischer Fürst in Montenegro (* 1386)
- az-Zahir Tatar, Sultan von Ägypten (* um 1390)